# Roland Nagy
Roland Nagy (* 12. Juni 1971 in Arad) ist ein ehemaliger rumänischer Fußballspieler und derzeitiger -trainer. Er bestritt insgesamt 149 Spiele in der rumänischen Divizia A und der deutschen 2. Bundesliga. Mit Steaua Bukarest gewann er dreimal die rumänische Meisterschaft.

## Spielerkarriere
Die Karriere von Nagy begann im Jahr 1990 bei UTA Arad in seiner Heimatstadt, das seinerzeit in der zweiten rumänischen Liga, der Divizia B, spielte. Im Jahr 1992 kam er zum FC Brașov in der Divizia A. Dort wurde er zur Stammkraft im Mittelfeld und kämpfte mit seinem Klub um den Klassenverbleib. Zu Beginn des Jahres 1995 ergab sich für ihn die Möglichkeit, zu Rekordmeister Steaua Bukarest zu wechseln. Dort kam er in der Rückrunde 1994/95 zwar nur auf drei Einsätze, gewann aber mit der Meisterschaft 1995 seinen ersten Titel. Ein Jahr später konnte er mit seinem Team diesen Erfolg wiederholen. In derselben Saison sprang ebenso der Pokalsieg 1996 heraus. In der Spielzeit 1996/97 folgte die dritte Meisterschaft in Folge.
Im Herbst 1997 wechselte Nagy nach Deutschland zum damaligen Zweitligisten 1. FSV Mainz 05. In der Saison 1998/99 wurde er an den FSV Frankfurt in die Regionalliga Süd ausgeliehen. Nach seiner Rückkehr im Sommer 1999 kam er nur noch auf zwei weitere Einsätze für die Mainzer, ehe er im Januar 2000 zum SV Darmstadt 98 abermals in die Regionalliga wechselte. Mit seinem neuen Klub qualifizierte er sich im Sommer 2000 für die zweigleisige Regionalliga. Im Sommer 2002 kehrte er nach Rumänien zu UTA Arad zurück, das mittlerweile in der Divizia A spielte. Nach dem Abstieg 2003 spielte er eine weitere Saison bei Tricotaje Ineu in der Divizia B, ehe er seine Karriere beendete.

## Trainerkarriere
Nach seiner aktiven Laufbahn arbeitete Nagy zunächst als Trainer bei seinem früheren Klub UTA Arad. Im Sommer 2006 wurde er Assistenztrainer von Marius Lăcătuș. Nach dessen Entlassung Anfang Oktober 2007 leitete er für ein paar Wochen übergangsweise das Training. Im April 2008 wurde er Assistenztrainer von Ionuț Chriliă. Nach dem Abstieg 2008 blieb das Gespann auch in der Liga II in Arad. Nach dem verpassten Wiederaufstieg übernahm im Jahr 2009 Ionuț Popa die Mannschaft, ehe Nagy im Sommer 2010 Cheftrainer von UTA wurde. Dort verpasste er in der Spielzeit 2010/11 den abgestrebten Aufstieg. Im April 2012 gab er den Posten auf und wurde Sportlicher Leiter. Im Sommer 2012 verließ er den Klub zu CS Național Sebiș in die Liga III, musste nach einem halben Jahr aber wieder gehen. Von September 2013 bis Juni 2015 betreute er Atletico Arad in der Liga V. Anschließend kehrte er zu UTA Arad zurück und verpasste in der Saison 2015/16 in der Relegation den Aufstieg in die Liga 1. Im Oktober 2016 musste er gehen.

## Erfolge als Spieler
- Rumänischer Meister: 1995, 1996, 1997
- Rumänischer Pokalsieger: 1996